# Airaphilus perangustus
Airaphilus perangustus là một loài bọ cánh cứng trong họ Silvanidae. Loài này được Lindberg miêu tả khoa học năm 1943.